# Carl Fredrik Sebaldt (målare)
Carl Fredrik Sebaldt, född 1777 i Södra Vi, Kalmar län, död 26 januari 1838 i Vimmerby, var en svensk stadsmålare.
Han var son till dekorationsmålaren Alexander Sebaldt och Anna Maria Stenberg och gift med Maria Ljunggren. Sebaldt var verksam som stadsmålare i Vimmerby där han avlade borgared 1809. Förutom Vimmerby kyrka och Vimmerby rådhus utförde han dekorationsmålningar i Döderhults kyrka samt i ett antal herrgårdar i norra Kalmar län som till stor del har bevarats. Hans målningar består till stor del av klassiska motiv och emblem efter svenska och utländska bildförlagor. 